# Zodiac (film)
Zodiac je americký mysteriózní filmový thriller režiséra Davida Finchera z roku 2007. Fincher natočil film na motivy knih Roberta Graysmithe o případu sériového vraha Zodiaca. Scénář napsal James Vanderbilt. Ve filmu hráli Jake Gyllenhaal, Mark Ruffalo, Robert Downey Jr., Anthony Edwards a Brian Cox. Šlo o Fincherův první film točený převážně na digitální kameru. Podle původního plánu měl jít do kin na podzim roku 2006, ale kvůli neshodám Finchera s producenty byla premiéra odsunuta až na březen 2007. Společnost Paramount Pictures jej uvedla 2. března 2007. Do českých kin snímek uvedla 7. června téhož roku česká pobočka společnosti Warner Bros..

## Děj
Film začíná vražedným útokem na mladý pár 4. července 1969 na golfovém hřišti ve městě Vallejo. Servírka Darlene Ferrinová je zabita střelnou zbraní, zatímco její o tři roky mladší společník přežije s těžkými zraněními. Od toho okamžiku vyprávění pokračuje chronologicky: policejní vyšetřovaní, další vraždy a pokusy o vraždu. Zprávy sériového vraha, který sám sebe označuje „Zodiac“, a pátrání reportéra Paula Averyho z deníku San Francisco Chronicle (Robert Downey Jr.). Film se při tom se pevně drží faktů.
Poté, co byl 14. září 1972 policií marně prohledán karavan podezřelého Arthura Leigha Allena (John Carroll Lynch), požádá inspektor Bill Armstrong ze sanfranciské policie (Anthony Edwards), který společně s Davidem Toschim vedl vyšetřovaní případu z 11. října 1969 (zabití taxikáře Paula Stineho Zodiacem), o přeložení. I reportér Paul Avery, který má potíže s alkoholem, musí své vyšetřovaní zastavit a vypoví práci u Chroniclu.
V centru druhé části filmu pak stojí Robert Graysmith (Jake Gyllenhaal) – karikaturista pracující v San Francisco Chronicle sleduje případ Zodiaca od začátku a disponuje širokou sbírkou materiálů. Když nabyde dojmu, že už se nikdo nesnaží sériového vraha odhalit, navštíví vyšetřovatele Paula Averyho. Bývalý novinář však o případu už nechce slyšet a tvrdí, že veškerou svoji dokumentaci zahodil či ztratil.
Dne 11. října 1977 pozve Robert Graysmith inspektora Davida Toschiho (Mark Ruffalo) na oběd, aby se informoval o výsledcích policejního vyšetřovaní. Toschi mu žádné informace neposkytne, ale poradí, aby to zkusil u kapitána Kena Narlowa z oddělení okresu Napa. Ten ho však odkáže na policii ve Vallejo. Tam Graysmith dokáže přesvědčit seržanta Jacka Mulanaxe, aby ho nechal nahlédnout do spisů v archivu. Graysmith si však nesmí udělat kopie ani poznámky. Objasnění případu se pro něj stane posedlostí. Vzdá se své práce v Chroniclu a plánuje napsat o Zodiacovi knihu.
Podezírá Arthura Leigha Allena, stejně jako předtím Toschi s Armstrongem. Rozhovor s hospodyní právníka Melvina Belliho ho v tom jenom utvrdí – mladá žena mu řekne, že 18. prosince 1969 přijala hovor od Zodiaca, který jí tvrdil, že musí vraždit, protože má narozeniny. Graysmith ví, že se Allen narodil 18. prosince 1933. Jeho domněnku, že se servírka Darlene Ferrinová (zavražděna 4. července 1969) a Allen znali, potvrzuje indicie od vězeňkyně Lindy Del Buono (Clea DuVall). Ta mu totiž řekla, že viděla na jaře roku 1969 zvláštního muže se jménem Lee nebo Leigh společně s Darlene na jedné oslavě.
Zprávy v novinách informují o Graysmithově úsílí napsat o Zodiacově případu knihu. Ihned mu volá anonym a prohlásí, že hledaným je inženýr Rick Marschall. Graysmith si promluví s penzionovaným expertem na písmo Sherwoodem Morrillem (Philip Baker Hall), který radil policii v Zodiacově případu, a ten se zmíní, že ho Mulanaxova sekretářka (Penny Wallace) před časem upozornila, že Zodiac by mohl být Rick Marschall. Graysmith si následně nechá poslat Marschallovy vzorky rukopisu, podezření se mu však nepodaří jednoznačně potvrdit.
Poté, co o sobě Zodiac mnoho let nedal slyšet, obdrží 25. dubna 1978 San Francisco Chronicle další dopis. Od odesilatele, který se představí jako Zodiac. Šíří se však domněnky, že dopis napsal sám vyšetřovatel David Toschi se záměrem upoutat nově pozornost k Zodiacově případu. Ten je nucen opustit oddělení vražd sanfranciské policie, je přeložen. Druhá Graysmithova žena Melanie roku 1980 už dále nesnese posedlost svého muže po Zodiacově případu, obzvláště kvůli obavám o bezpečí své rodiny, a tak ho s dětmi opouští.
Graysmith jde 20. prosince 1983 do obchodu se stavebninami, v němž Arthur Leigh Allen pracuje. Dlouho ho pozoruje. Když se ho Allen zeptá, jestli mu může s něčím pomoct, Graysmith odpoví „ne“ a odchází. Film končí scénou, která odkazuje k začátku. Michael Mageau dostává 16. srpna 1991 k prohlédnutí půl tuctu pasových fotografií. Na jedné z nich je Arthur Leigh Allen. Mageau zaznamenává do protokolu: „Tohle je muž, který zabil Darlenu Ferrinovou a mě těžce zranil“. 

## Obsazení
| Jake Gyllenhaal    | Robert Graysmith, karikaturista             |
| Robert Downey Jr.  | Paul Avery, redaktor                        |
| Mark Ruffalo       | inspektor Dave Toschi, vyšetřovatel         |
| Anthony Edwards    | inspektor William Armstrong, vyšetřovatel   |
| Chloë Sevigny      | Melanie Graysmithová, Robertova žena        |
| Brian Cox          | Melvin Belli, právník                       |
| Charles Fleischer  | Bob Vaughn                                  |
| Zach Grenier       | Mel Nicolai                                 |
| Philip Baker Hall  | Sherwood Morrill, policejní expert na písmo |
| Elias Koteas       | seržant Jack Mulanax, policista z Vallejo   |
| Dermot Mulroney    | Marty Lee                                   |
| James LeGros       | George Bawart                               |
| Donal Logue        | kapitán Ken Narlow, policista z okresu Napa |
| John Carroll Lynch | Arthur Leigh Allen                          |

## Přijetí
Zodiac byl jeden z nejlépe hodnocených filmů roku 2007 – pouze dva filmy se ten rok objevovaly v žebříčcích častěji: Tahle země není pro starý a Až na krev. Přesto ale nebyl kasovně příliš úspěšný, s rozpočtem 65 milionů dolarů vydělal v USA pouze 33 milionů (celosvětově 84 milionů). Oproti očekáváním také nezískal žádnou nominaci na Oscara.
V premiérovém víkendu 2.–4. března 2007, kdy byl uveden do 2 362 amerických kin, vydělal film na tržbách 13,4 milionu dolarů, což mu zajistilo druhou příčku v návštěvnosti, avšak daleko za nejnavštěvovanějším, rovněž premiérovaným, snímkem Divočáci, který utržil téměř trojnásobek. Z Fincherových filmů šlo o vůbec nejslabší start.
Z 233 recenzí v recenzním agregátoru Rotten Tomatoes celkem 89 % hodnotilo film kladně, s průměrným ratingem 7,7 bodů z 10. Asi 491 tisíc hlasujících uživatelů však bylo kritičtějších, jen 77 % z nich Zodiaca hodnotilo kladně. Na serveru Metacritic získal ze 40 recenzí konečnou známku 78 %, v uživatelských hodnoceních však získal skóre 8,5 bodu z deseti. Asi 28,5 tisíce uživatelů Česko-Slovenské filmové databáze jej ocenilo 81 procentem.
Česká filmová kritička Mirka Spáčilová o filmu napsala, že „natočen je působivě, přesně podle pravidel retrokrimi. […] Prostředí novin patří k nejsilnějším stránkám vyprávění. […] Z románové košatosti a oddanosti realitě však vyplývá, že se film stejně jako skutečný případ zoufale protahuje.“ Snímek se tak podle ní „možná zapíše jako největší zabiják: času.“ Celkově jej ohodnotila 60 procenty.